# Euplectella crassistellata
Euplectella crassistellata är en svampdjursart som beskrevs av Schulze 1886. Euplectella crassistellata ingår i släktet Euplectella och familjen Euplectellidae. Inga underarter finns listade i Catalogue of Life.